# 蔡武
蔡武（さい ぶ、1949年10月 - ）は、中華人民共和国の政治家。中国共産党中央対外連絡部研究室主任、中共中央宣伝部副部長、中華人民共和国文化部部長、中国人民政治協商会議外事委員会副主任を歴任した。中国共産党第十五回・十七回人民代表大会代表。中国共産党第十七回中央委員、第十回政協全国委員会委員。

## 略歴
1949年10月に甘粛省蘭州市生まれる。1968年11月から1971年2月までに、甘粛省高台県に下放され労働改造を受ける。1971年2月から1976年10月、甘粛省の山丹炭鉱で働いている。1973年1月に中国共産党に入党。1976年10月から1978年9月までに、甘粛省燃化局・煤炭局の政治部幹事に就任。1978年9月に北京大学国際政治系に入学し、1982年7月に卒業。卒業後は学校で教師を担任している。その後1983年7月から1995年2月まで中国共産主義青年団中央国際連絡部部長、団中央委員、団中央常委を歴任した。1995年2月から1995年7月、中共中央対外連絡部研究室主任に就任。1997年に副部長昇進。2005年6月、中共中央宣伝部副部長に、2008年3月、温家宝内閣の中華人民共和国文化部部長に任命された。2015年2月、全国政協外事委員会副主任に就任。